# Michele Lessona
Michele Lessona (Venaria Reale, 20 settembre 1823 – Torino, 20 luglio 1894) è stato uno zoologo, scrittore, politico e divulgatore scientifico italiano, nominato senatore del Regno d'Italia nel 1892.

## Biografia
Rampollo di un'antica famiglia, Michele era il terzo dei nove figli di Carlo Lessona e Agnese Maria Cavagnotti. Il padre Carlo nel 1814 venne ricompensato dal re Vittorio Emanuele I per la sua fedeltà alla casa Savoia durante l'occupazione francese di Napoleone I, con la nomina a docente di medicina veterinaria presso l'Università di Torino, Direttore della prima Scuola di Veterinaria in Venaria Reale e responsabile dell'allevamento dei cavalli di corte presso la tenuta "La Mandria" di Venaria Reale.
Michele si iscrisse a 17 anni alla facoltà di Medicina dell'Università di Torino. Seguì con passione le lezioni di Giuseppe Gené. Laureatosi in medicina il 12 agosto 1846, esercitò per qualche tempo la professione a Torino. Innamoratosi di Maria Ghignetti, istitutrice delle sorelle minori, a causa della ferma opposizione della famiglia al loro matrimonio decise di fuggire con lei all'estero, spostandosi tra diversi paesi europei (Francia e Malta) ed extraeuropei (Turchia, Persia e infine Egitto, dove per qualche tempo diresse un ospedale al Cairo).

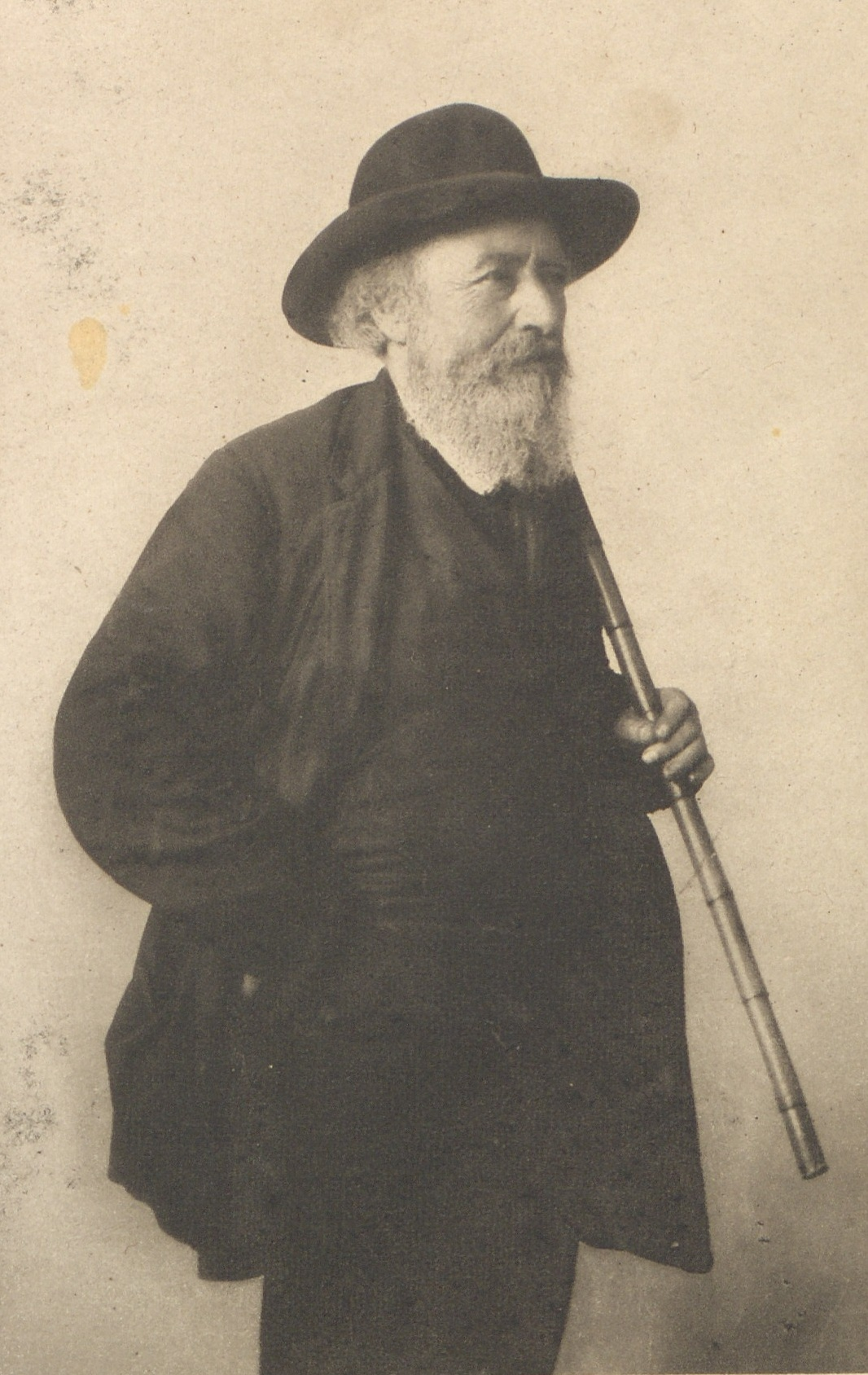
Michele Lessona

In seguito alla morte per colera della moglie, ritornò in patria nel 1849 con l'unica figlia, Francesca, e si dedicò alle scienze naturali. Sposò in seconde nozze Adele Masi, vedova di G. B. Pollonera, da cui avrà sei figli.
Insegnò storia naturale dapprima ad Asti, successivamente al Convitto Nazionale Umberto I  e poi all'Università di Torino. Nel 1854 insegnò mineralogia e zoologia a Genova. Dopo l'unità d'Italia, nel 1864 passò all'Università di Bologna. Nel 1865 ottenne la cattedra di zoologia e di anatomia comparata all'Università di Torino, succedendo a Filippo De Filippi. Rimase per il resto della sua vita a Torino dove divenne rettore dell'università torinese e venne accolto all'Accademia delle Scienze. Come zoologo Lessona scrisse molte opere di zoologia, in particolar modo sulla fauna del Piemonte.
Seguace del darwinismo ne fu uno dei più intelligenti divulgatori in Italia. Con il fondamentale aiuto di Adele Masi (1824-1904), sua seconda moglie, Lessona tradusse alcune delle opere di Charles Darwin in lingua italiana. Lessona risulta inoltre traduttore di ventitré opere per un totale di trentadue volumi. Dalla sua corrispondenza emerge come quella intensa attività editoriale, inclusa la stesura di articoli e libri divulgativi, fosse frutto della sua collaborazione con Adele Masi, oltre che con le figlie e alcuni collaboratori. Lessona fu infatti uno dei più noti divulgatori scientifici di età liberale, scrisse una biografia scientifica di Darwin e diresse una delle prime riviste di divulgazione scientifica dell'Italia unita, La Scienza a dieci centesimi, che tuttavia ebbe una vita molto breve. Pubblicò un gran numero di articoli giornalistici raccolti in quattro volumi, col titolo di Conversazioni scientifiche, considerati "ancora oggi uno dei migliori esempi di letteratura scientifica italiana". È ricordato soprattutto per essere l'autore di Volere è potere, un testo che ebbe un notevole successo nella seconda metà dell'Ottocento. Il libro, scritto con lo scopo di educare la gioventù italiana, riunisce le biografie di italiani caratterizzati da grande forza di volontà, sul modello di Chi si aiuta Dio l'aiuta (Self-Help) dell'inglese Samuel Smiles.
Lessona fu membro di numerose società scientifiche, tra cui la Reale Accademia delle Scienze di Torino.
Dal 1877 si dedicò alla vita politica, divenendo consigliere comunale di Torino (dal 1877 al 1895).
Divenne membro del Consiglio Superiore della Pubblica Istruzione nel 1881.
I bahá'í d'Italia hanno voluto celebrare il centesimo anniversario della conferenza torinese che originò il Libro di Lessona "I Bábí", conferenza che fu tenuta da Michele Lessona alla Società Filotecnica di Torino in due puntate il 5 e il 12 dicembre 1880, col ripubblicare il volumetto, già edito dalla prestigiosa casa editrice Loescher. 
Il 21 novembre 1892 Lessona fu nominato Senatore del Regno d'Italia, su proposta dell'allora Presidente del Consiglio dei ministri Giovanni Giolitti, che lo stimava e di cui era amico. Michele Lessona era molto popolare tra i giovani intellettuali dell'epoca, e vantava numerose amicizie tra le personalità del tempo: Giuseppe Garibaldi, Quintino Sella, Giuseppe Verdi, Giosuè Carducci, Edmondo De Amicis.
Morì nel 1894 per complicazioni di una malattia cardiovascolare che lo affliggeva da tempo.

## Opere

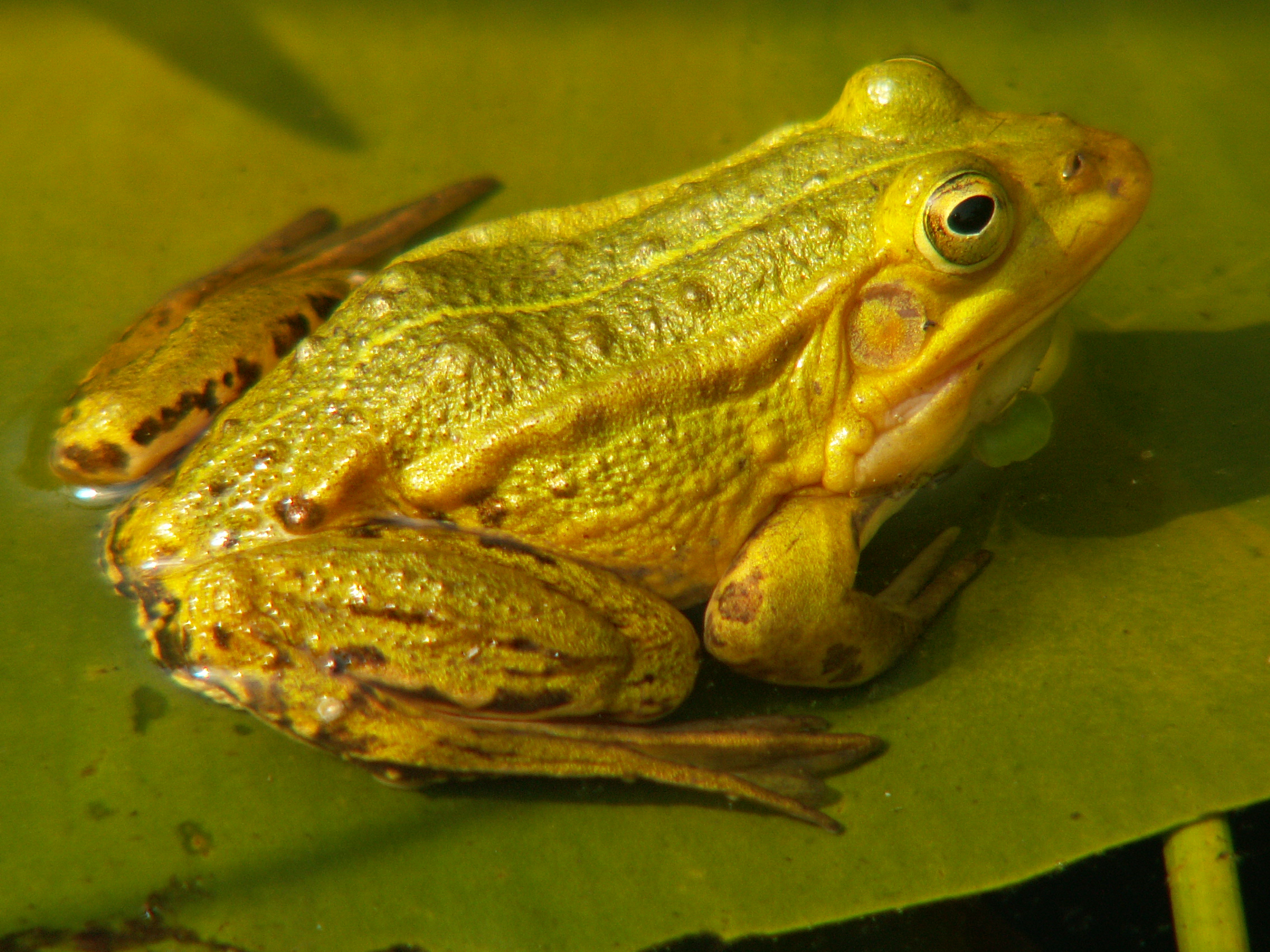
Rana lessonae

### Scientifiche
- Nozioni elementari di zoologia, Torino: Tommaso Vaccarino, 1867.
- Storia naturale illustrata (Vol. 1: I mammiferi; Vol. 2: Gli uccelli; Vol 3: Rettili, anfibi, pesci; Vol. 4: Animali invertebrati), Milano: E. Sonzogno, 1876-1891.
- Il mare, Torino: Tip. scolastica di Sebastiano Franco e figli, 1864.
- Gli acquari, Torino: tip. S. Franco, 1862.
- La Pieuvre : cenni intorno ai cefalopodi : lezione serale detta a Torino il 4 febbraio 1867, Torino: Tommaso Vaccarino, 1867.
- Dello arocatus melanocephalus fabr. in Torino, Torino: Tip. e lit. Camilla e Bertolero, 1877.
- Intorno alla Galleruca Calmariensis, Torino: Tip. lit. Camilla e Bertolero
- Delle vipere in Piemonte, Torino: Stamperia Reale, 1877
- Dei pipistrelli in Piemonte: osservazioni, Torino: Stamperia Reale, 1878
- In Egitto; La caccia della jena, Roma, Sommaruga, 1883
- Naturalisti italiani, Roma, Sommaruga,1884
- Le cacce in Persia, Roma, Sommaruga,1884

### Letterarie
- Volere è potere, Firenze: G. Barbera, 1869.
- ‘’I Bábí’’ , Torino: Vincenzo Bona, Tip. di S.M. , 1881. Ermanno Loescher.
- Conversazioni scientifiche, Milano: E. Treves & C., 1869-1874.
- Naturalisti italiani, Roma: Sommaruga, 1884.
- Confessioni di un rettore, Torino: Roux e Favale, 1880.
- Carlo Darwin, Roma: Sommaruga, 1883.
- I Bábí, Roma, Casa Editrice Bahá'í, 1980,

### Traduzioni
Lessona svolse un'intensa attività di traduttore, soprattutto di opere scientifiche. Si deve a lui la conoscenza in Italia di opere di Félix Archimède Pouchet, John Lubbock, Michael A. Foster, ma soprattutto Charles Darwin. Tradusse tuttavia anche opere letterarie, fra le quali, ad esempio, il romanzo Consuelo di George Sand.
- Michael A. Foster, Trattato di fisiologia, 4 voll., traduzione con note per cura di Michele Lessona, Bologna; Milano; Napoli, F. Vallardi, 1882.
- Félix Archimède Pouchet, L'Universo: storia della natura, narrata popolarmente da F. A. Pouchet, tradotta da Michele Lessona, Milano, E. Treves, 1869.
- John Lubbock, I tempi preistorici e l'origine dell'incivilimento, versione italiana di Michele Lessona, con un capitolo intorno all'uomo preistorico in Italia del prof. Arturo Issel, Torino, UTET, 1878.
- Charles Darwin, Viaggio di un naturalista intorno al mondo, prima traduzione italiana col consenso dell'autore di Michele Lessona, Unione tipografico-editrice torinese, 1872.
- Charles Darwin, L'origine dell'uomo e la scelta in rapporto col sesso, prima traduzione italiana col consenso dell'Autore del Prof. Michele Lessona, Torino, Unione tipografica-editrice, 1914.
- Charles Darwin, La formazione della terra vegetale per l'azione dei lombrici con osservazioni intorno ai loro costumi,  prima traduzione italiana col consenso dell'autore del professore Michele Lessona, Torino, Unione tipografico-editrice, 1882.
- Alfred Edmund Brehm, La vita degli animali. Descrizioni generale del regno animale, riveduta da Michele Lessona, Torino, Unione Tipografico-Editrice, 1869?

## Riconoscimenti
Oltre a quello della rana di Lessona, diffusa in Italia, gli sono stati dedicati i nomi specifici di Diploglossus lessonae, una lucertola carnivora brasiliana, e di Trapelus lessonae, un'altra lucertola presente nelle regioni aride del Medio Oriente.